# Schwerbelastungskörper

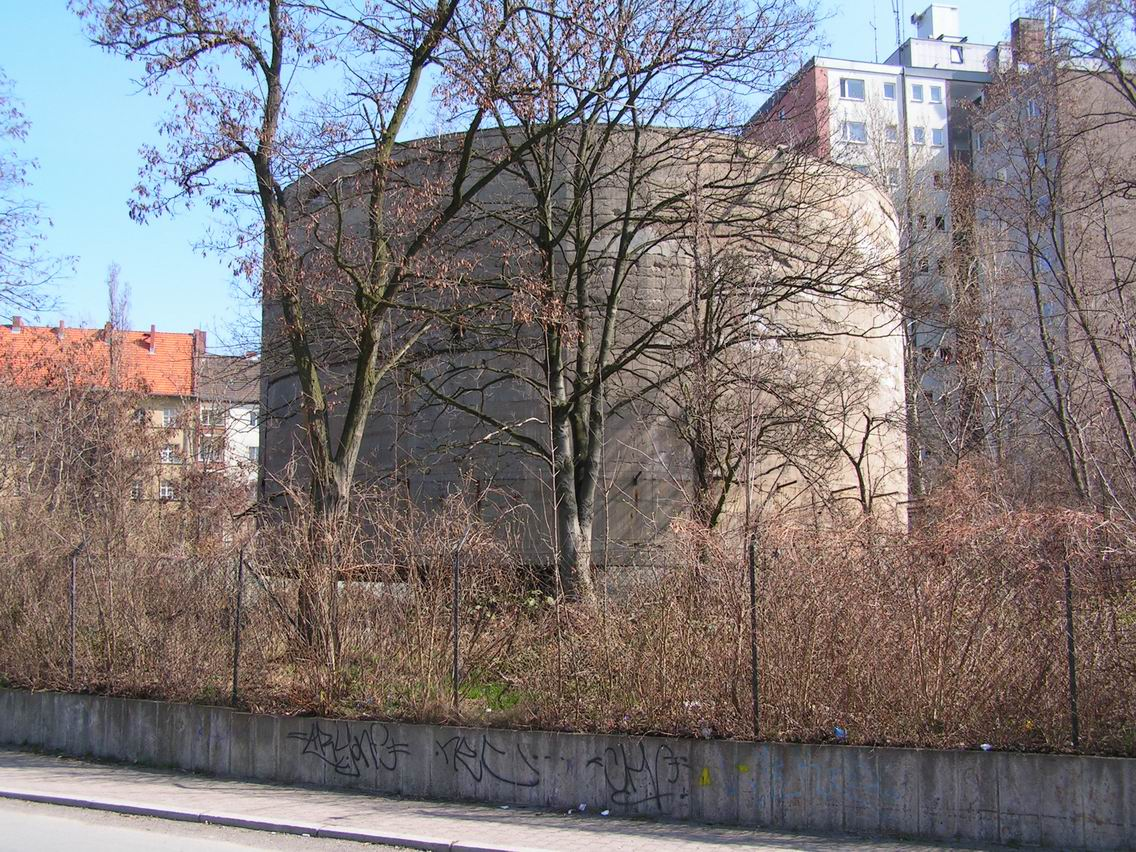
Schwerbelastungskörper

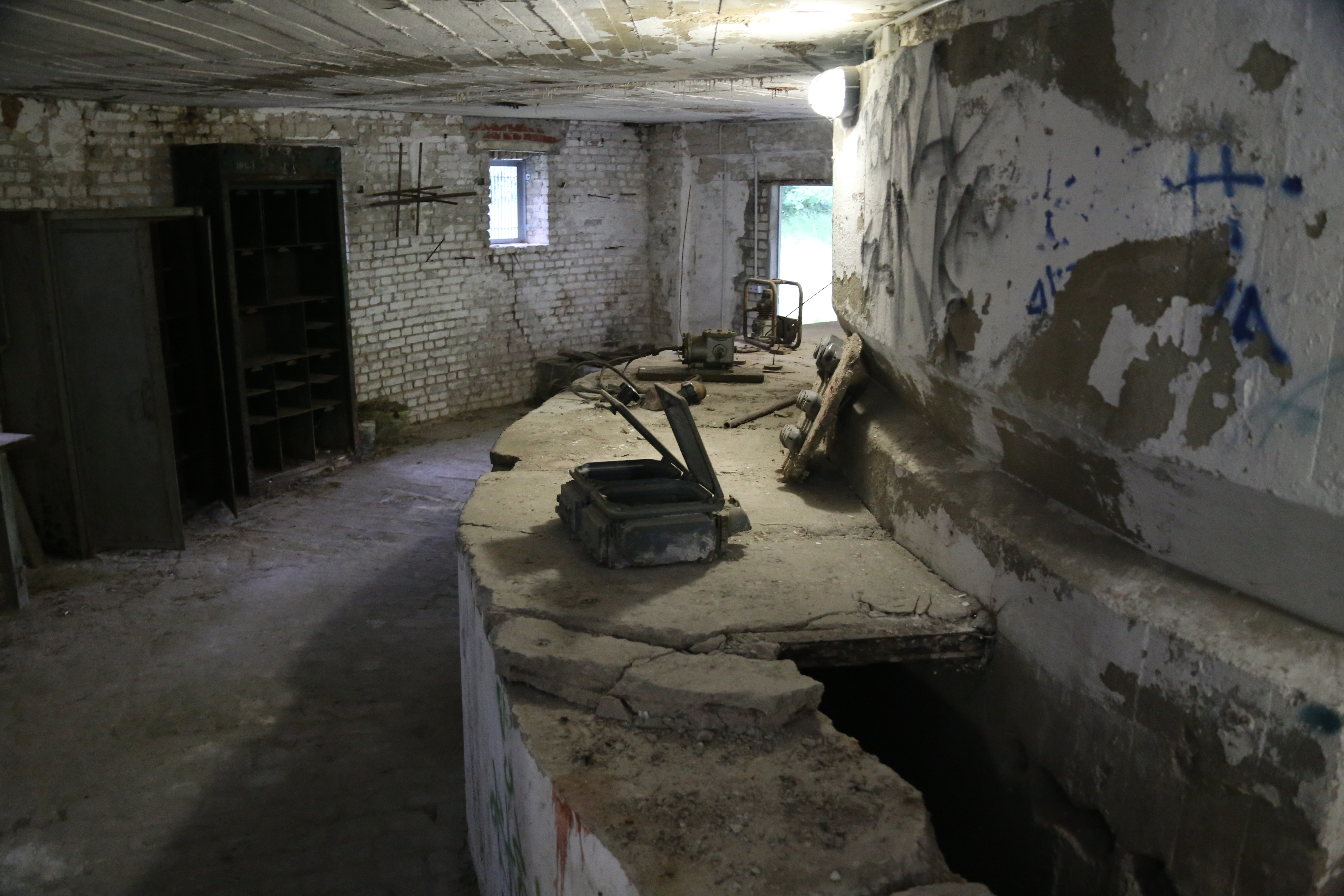
Vista de um dos cômodos - não restaurados - que abrigavam os instrumentos de medição dentro do Schwerbelastungskörper

O Schwerbelastungskörper (alemão: "corpo para suporte de carga pesada"; também conhecido como Großbelastungskörper - GBK) é um cilindro de concreto em Berlim, Alemanha localizado no cruzamento da Dudenstraße, Geral-Pape-Straße e Loewenhardtdamm na parte noroeste do bairro de Tempelhof. Ela foi erguida em 1941-1942 a mando do arquiteto-chefe Albert Speer, a serviço de Adolf Hitler, para determinar a viabilidade da construção de grandes edifícios pesados em solos  pantanosos e arenosos, especificamente um enorme arco triunfal nas proximidades. O arco, que seria no estilo da arquitetura nazista, era para ser cerca de três vezes maior que o do Arco do Triunfo em Paris e era um componente de um plano para reformular o centro de Berlim como umacapital imponente e monumental, refletindo o espírito do Terceiro Reich, tal como imaginado por Hitler.
Construída pela companhia Dyckerhoff & Widmann AG em 1941, a um custo de cerca de 400.000 Reichsmark, o Schwerbelastungskörper consiste de uma fundação com diâmetro de 11 m (36 ft), que atinge 18.2 m (60 ft) no subsolo e contém cômodos que abrigavam  os instrumentos para medir a subsidência do solo causada pelo peso do cilindro, o qual foi estimado como equivalente à carga calculada para um pilar do futuro arco. Sobre esta base um cilindro de 14 m (46 ft) de altura e 21 m (69 ft) de diâmetro, pesando 12.650 toneladas, foi construído no nível da rua. Toda a construção coloca 1.24 MPa (180 psi) de pressão em uma área de 100 m2 (1,100 sq ft). Se fosse verificado um afundamento de menos de 6 cm (2.4 in), o solo poderia ser considerado suficiente para as novas construções sem medidas adicionais de estabilização. O cilindro em si deveria posteriormente ser enterrado sob uma colina artificial sobre a qual o arco do triunfo seria erguido, permitindo uma vista panorâmica de um novo grande eixo norte-sul para uma enorme assembleia a ser construída e tornando minúsculo o Portão de Brandemburgo.
Os trabalhos para a construção da nova capital foram logo interrompidos por causa da II Guerra Mundial e as medições no cilindro cessaram em junho de 1944. Uma análise minuciosa das medições só ocorreu em 1948, revelando que o cilindro tinha afundado por volta de 19 cm (7.5 in) depois de dois anos e meio. O arco, tal como concebido por Speer, só poderia ter sido construído depois de considerável uso de medidas de estabilização prévia do solo.
A remoção do cilindro foi considerada após a guerra para criar novos locais de construção, mas por causa de sua estrutura massiva, bem a proximidade de trilhos de trem e prédios de apartamentos a estrutura não poderia ser demolida com explosivos sem causar riscos à segurança das construções de seu entorno. As medições de subsidência foram retomadas e continuaram até 1977, sob os auspícios da Universidade Técnica de Berlim, como parte de um projeto para compilar dados sobre a fundação geológica da cidade. Desde 1995, o monumental cilindro foi protegido como um monumento histórico, que está aberto ao público para visualização e visitas guiadas.